# Jean-Baptiste Mondino
Jean-Baptiste Mondino (Aubervilliers, 21 luglio 1949) è un fotografo, regista e pubblicitario francese.
È molto noto per la sua attività nel mondo della moda avendo lavorato per riviste come Elle e The Face, in quello della pubblicità grazie alle sue campagne per Jean-Paul Gaultier, oltre che in quello della musica per aver realizzato copertine di album, come Lovesexy di Prince, e diretto molti videoclip di importanti artisti internazionali come Madonna, David Bowie e Björk.
Il suo stile, dai connotati fortemente glamour, è riconoscibile per l'attento uso dei colori (spesso pastello), le atmosfere delicate e le luci morbide.

## Biografia
Mondino inizia la sua carriera negli anni settanta come direttore artistico per l'agenzia pubblicitaria francese Publicis, ed agli inizi degli anni ottanta si dedica alla realizzazione di copertine di album con il suo socio Gerald Rufin. Contemporaneamente entra in modo attivo nel mondo della musica dedicandosi alla produzione discografica ed al mestiere di disc jockey, e nel 1983 pubblica il singolo Le danse des mots, di cui dirige anche il videoclip; nel 1985, come parte del trio Les Gloria, registra la canzone Petit tout petit.
Più che nella musica, però, Mondino riesce meglio nelle immagini: in ambito pubblicitario, nel 1985 vince un premio César nella categoria "Miglior pubblicità" per lo spot Maggi: Chinoise, e due anni dopo un altro importante riconoscimento, il premio Le 7 d'or, per la pubblicità Kodak: Les voleurs de coleurs; in campo musicale, nel 1985 il videoclip The Boys of Summer per Don Henley gli fruttò la vittoria in quattro categorie agli MTV Video Music Awards.
Nel 1989 Mondino fonda infine la sua propria compagnia di produzione chiamata Bandits, con cui tuttora realizza le sue opere.

## Filmografia
- 1981 - Alain Chamfort: Rendez-vous au paradis
- 1981 - Sheila: Little Darlin'
- 1983 - Axel Bauer: Cargo de nuit
- 1983 - Taxi Girl: Quelqu'un comme toi
- 1984 - Don Henley: The Boys of Summer
- 1984 - Ahmed Fakroun: Soleil, soleil
- 1984 - Téléphone: Un autre monde
- 1985 - Bryan Ferry: Slave to Love
- 1985 - Tom Waits: Downtown Train
- 1985 - Sting: Russians
- 1986 - Nick Kamen: Each Time You Break My Heart
- 1986 - Madonna: Open Your Heart
- 1986 - Scritti Politti: Wood Beez
- 1986 - Les Rita Mitsouko: C'est comme ça[1]
- 1987 - Chris Isaak: You Owe Me Some Kind of Love
- 1987 - David Bowie: Never Let Me Down
- 1987 - Boy George: To Be Reborn
- 1987 - Jill Jones: Mia Bocca
- 1988 - Catherine Ringer & Marc Lavoine: Qu'est-ce que t'es belle
- 1988 - Prince: I Wish U Heaven
- 1989 - Lenny Kravitz: Be
- 1989 - Neneh Cherry: Manchild
- 1990 - Neneh Cherry: I've Got You Under My Skin
- 1990 - Madonna: Justify My Love
- 1990 - Vanessa Paradis: Tandem
- 1991 - Alain Bashung: Osez Joséphine
- 1992 - Alain Bashung: Volutes
- 1992 - Jayne Muller: Born in the Other Side of Town
- 1992 - Jean-Paul Gaultier: How to Do That
- 1992 - Keziah Jones: Rhythm Is Love
- 1993 - Alain Chamfort: L'ennemi dans la glace
- 1993 - Neneh Cherry: Buddy X
- 1993 - Vanessa Paradis: Natural High
- 1994 - Alain Bashung: Ma Petite Entreprise
- 1994 - Björk: Violently Happy
- 1994 - Meshell Ndegeocello: If That's Your Boyfriend (He Wasn't Last Night)
- 1994 - Les Rita Mitsouko: Les amants
- 1994 - MC Solaar: Sequelles
- 1995 - Madonna: Human Nature
- 1996 - Madonna: Love Don't Live Here Anymore
- 1996 - China Moses: Time
- 1996 - Neneh Cherry: Kootchi
- 1998 - Zazie: Tout le monde
- 2000 - Mirwais Ahmadzaï: Naive Song
- 2000 - Madonna: Don't Tell Me
- 2003 - Madonna: Hollywood
- 2007 - Ultra Orange: Sing Sing
- 2007 - Charlotte Gainsbourg: The Operation
- 2008 - Charlotte Gainsbourg: Beauty Mark
- 2008 - Lenny Kravitz: Dancin' Till Dawn